# 男はつらいよ 寅次郎子守唄
『男はつらいよ 寅次郎子守唄』（おとこはつらいよ とらじろうこもりうた）は、1974年12月28日に公開された日本映画。男はつらいよシリーズの14作目。同時上映は『ザ・ドリフターズの極楽はどこだ!!』。
この作品から、3代目おいちゃん（車竜造）の下條正巳が登場する。以後、最終第48作まで下條正巳が演じた。

## あらすじ
寅次郎が旅先で見る夢は、日本昔話風の舞台で、子供がない桜夫婦が「うぶすなの神」に祈ると、赤ん坊が授かる。さらに寅次郎がうぶすなの神として登場し、赤ん坊を「寅次郎」と命名するように伝える。
博が仕事中に怪我をして病院行きと聞かされたさくらは慌てるが、幸いにも軽症で済んだ。見舞いに来た御前様の話がきっかけでとらやの将来について語っているところに、ちょうど旅から帰ってきた寅次郎は、いかに自分が将来のことを考えているかを語り始める。しかしその誇大な話にとらやの一同が不真面目すぎると怒り出したことで不機嫌になり、さっさと旅立ってしまう。
寅次郎は九州・唐津で商売を始めるが、近くの呼子港の宿で、赤ん坊を残して女房に逃げられた男（月亭八方）と出会う。男と赤ん坊を心配した寅次郎は彼を慰めて一席設けてやるが、翌朝男はいなくなり、「子供を頼みます」という置き手紙を添えて赤ん坊だけが残されていた。ほったらかしにも出来ず、寅次郎はやむなく赤ん坊と共に柴又に舞い戻ってくるが、とらやの面々は「寅に子供が出来た！」と大慌て。寅次郎から事情を聴いてようやく誤解が解けるものの、今度はこの子をどうするかで難儀する。そんなある日、赤ん坊が高熱を出してしまい、博が世話になった病院に連れて行くことになるが、博には気がかりなことが一つあった。そこで働く美人で快活な看護婦の京子（十朱幸代）に寅次郎が惚れやしないか、ということだった。さくらと博は何とか寅次郎と京子との接点を無くそうとするが、元気になった赤ん坊を見ようと京子がとらやを訪れてしまい。その努力はあっけなく無駄に終わる。
やがてとらやに、例の赤ん坊の父親が現れる。とらやの面々は彼の無責任さを責め立てるが、彼に同伴してきた踊り子（春川ますみ）の子供に対する気持ちを知り、男に赤ん坊を返すことにした。赤ん坊が去ると、とらやの面々も寅次郎もさすがに寂しくなってしまうが、慰めに現れた京子のおかげでまた元気を取り戻す。京子が自身の通うコーラスにさくらを誘うのを見て、寅次郎もそれについていくが、そこでまたも不真面目な態度を取って会を台無しにし、コーラスグループのリーダー・大川（上條恒彦）に悲しい思いをさせてしまう。その件をさくらに叱責された寅は大川のアパートを訪ねて謝罪し、持参の酒を酌み交わし始めた。大川は顔が埋まってしまうほどのひげ面で口べた、薄汚いアパートに住む貧乏人で、女性に惚れられた経験は皆無だが、気は本当にいい男だった。すっかり意気投合する二人だが、ふとした瞬間に寅次郎は大川が京子に好意を持っていると知り、酒の勢いもあってか上機嫌で恋愛指南をし始める。
同じ頃、京子はさくらに、自分を女手一つで育ててくれた母の亡き父への想いを語る。写真で見るとひどい醜男、口べたで、金にも縁がなかった父を、母は今でも理想の男性と考えていた。京子がそのままとらやを訪れ、団欒しているところに、酔った寅次郎と大川が帰ってくる。大川は京子の姿に気付くと、衆人環視の中、寅次郎の先ほどの指南に背中を押される形で告白する。翌日、京子は大川を最寄りの関屋駅に訪ねる。その後、喜び勇んで寅次郎を訪れた大川の姿に、「瓢箪から駒が出た」のではと予感するとらやの面々。予感は当たり、失恋ということになった寅次郎は旅立つ。もっとも、とらやの面々やタコ社長と心温まる会話を交わしての、晴れやかな表情の旅立ちであった。
正月、さくらは大川の安アパートで開かれたコーラスグループの新年会に参加する。大川はその場で京子との結婚を報告するが、既に全員が大川の気持ちを知っていたことに皆で笑う。京子のもとには、寅次郎から年賀状が来ていた。「件の青年、あなたさまを恋い慕うひげ面の男に、くれぐれもよろしくお伝え下さいまし」と締めてあった。寅次郎は例の赤ん坊が気になって、呼子に来る。渡し船で赤ん坊を背負った踊り子と再会し、赤ん坊の父親も仕事を得て一緒に暮らしていると聞いて、安心するのだった。

## キャスト
- 車寅次郎：渥美清
- さくら：倍賞千恵子
- 竜造：下條正巳
- つね：三崎千恵子
- 博：前田吟
- 社長：太宰久雄
- 源公：佐藤蛾次郎
- 踊子：春川ますみ - 呼子ショー劇のストリッパー
- 佐藤幸夫：月亭八方 - 呼子の港で、赤ん坊を連れた男。寅さんに赤ん坊を預ける。
- 大川弥太郎：上條恒彦 - 千住のおもちゃ工場で働く労働者でコーラス団の団長
- 満男：中村はやと

- 印刷工：内村友志
- 印刷工：羽生昭彦
- 印刷工：長谷川英敏
- 印刷工：松下努
- 医者：木村賢治 - 吉田病院の先生
- 行員：渡辺隆司
- 中原美樹
- 薬局のおばさん：秩父晴子
- 戸川美子
- 松原直
- 江戸家：高木信夫
- 土田桂司

- 協力：統一劇場 - 北千住の聖和幼稚園で練習をする江戸川合唱団の人々

- 御前様：笠智衆
- 木谷京子：十朱幸代 - 吉田病院の看護婦

- 松寿司：露木幸次（ノンクレジット）

## ロケ地
- 群馬県富岡市(旧妙義町)上高田付近、安中市(旧松井田町)小日向(成就院)
- 佐賀県唐津市(唐津神社（唐津くんち）、呼子港、ストリップ小屋、あんパンを買う店、大村屋旅館)
- 東京都足立区(吉田病院)、江戸川区(江戸川駅)、足立区(柳原銀座商店街、星和幼稚園、京成関屋駅)

『男はつらいよ　寅さん読本』1992、p.612より

## その他
- オープニングでは、一曲目の後インストルメンタル(カラオケ)になり、そのあと再び「奮闘努力の甲斐もなく」と続く珍しいバージョンとなっている。
- 江戸川合唱団が歌う曲
  - 「ククウェチカ」（ポーランド民謡）
  - 「ファニタ」（スペイン民謡）
- 使用されたクラシック音楽
  - モーツァルト作曲「幻想曲 ニ短調 K.397」 - 寅次郎、さくら、京子が会話する喫茶店で流れる。

## スタッフ
- 監督：山田洋次
- 製作：島津清
- 脚本：山田洋次、朝間義隆
- 音楽：山本直純

## 記録
- 観客動員：226万7000人[3]（シリーズ歴代 3位）
- 配給収入：11億円[1]（10億2000万円[3]とも）